# Berzence ostroma (1664)
Berzence ostroma 1664. január 21. és január 22. között zajlott. Rövid harc után foglalta el a Rajnai Szövetség a horvát és magyar csapatokkal a törököktől az erősséget.

1664 télutóján Zrínyi Miklós horvát bán a magyar és a horvát hadakkal (kb. 15 ezer fő) hadjáratra készült a Dráva mentén, amely Eszékig kívánt nyomulni. Január 21-én egyesült a Stájerországból érkezett Wolfgang von Hohenlohe vezette rajnai és egy kisebb császári haddal, amellyel azonnal körbezárták Berzencét. A várban levő törökök rövid összecsapások után megadták magukat. A védők viszont fegyvereikkel együtt elvonulhattak.

Berzence bevételét követte Babócsáé.